# René Arturo Despouey
René Arturo Despouey (Montevideo, 29 de septiembre de 1909 - Jaén, España, 5 de septiembre de 1982) fue un crítico teatral uruguayo y uno de los fundadores de la crítica cinematográfica uruguaya con la revista Cine Radio Actualidad.

## Carrera
En 1936 funda la revista Cine Radio Actualidad donde enseña a toda una generación de uruguayos a ver cine. Fue el formador de críticos como Homero Alsina Thevenet,  Hugo Alfaro,  Hugo Rocha, entre muchos otros.
Durante la Segunda Guerra Mundial se encuentra en Londres trabajando en la BBC, entre otras cosas emite boletines en castellano con el seudónimo de Juan de Castilla.

## Obras
- Santuario de Extravagancias (novela moderna), Montevideo, Talleres gráficos J. Florensa, 1927 - 158 páginas
- Episodio (Film literario), Montevideo, Editorial Campo, 1930 - 121 páginas
- Escuela de Escándalo, obra teatral estrenada en el Teatro Solís en 1966

## En ficción
Despouey es personaje en la novela de Carlos María Domínguez El idioma de la fragilidad.